# Letnie Igrzyska Olimpijskie 1928
IX Letnie Igrzyska Olimpijskie (oficjalnie Igrzyska IX Olimpiady) odbyły się w 1928 roku w Amsterdamie, w Holandii. Po raz pierwszy w historii złoty medal zdobył reprezentant Polski.

## Historia
Decyzja o przyznaniu organizacji letnich igrzysk w 1928 Amsterdamowi zapadła jeszcze przed igrzyskami w Paryżu. Ceremonia otwarcia, zawody lekkoatletyczne oraz rywalizacja w kolarstwie torowym odbywały się na nowo wybudowanym stadionie olimpijskim, który pomieścić mógł 40-tysięczną widownię (jego projektant Jan Wils otrzymał złoty medal w olimpijskim konkursie sztuki). Od tych igrzysk wprowadzono nowy element protokołu olimpijskiego – na czele maszerujących sportowców podczas ceremonii otwarcia szła ekipa Grecji, kolumnę zamykali reprezentanci gospodarzy. Po raz pierwszy do udziału w konkurencjach lekkoatletycznych dopuszczono kobiety. Decyzja o wprowadzeniu lekkoatletycznych dyscyplin kobiecych spotkała się z ostrą krytyką nie tylko środowisk sportowych, ale również m.in. ze strony Watykanu.potrzebne źródło.
Po raz pierwszy od zakończenia I wojny światowej do udziału w olimpiadzie zaproszono reprezentację Niemiec.

## Państwa uczestniczące

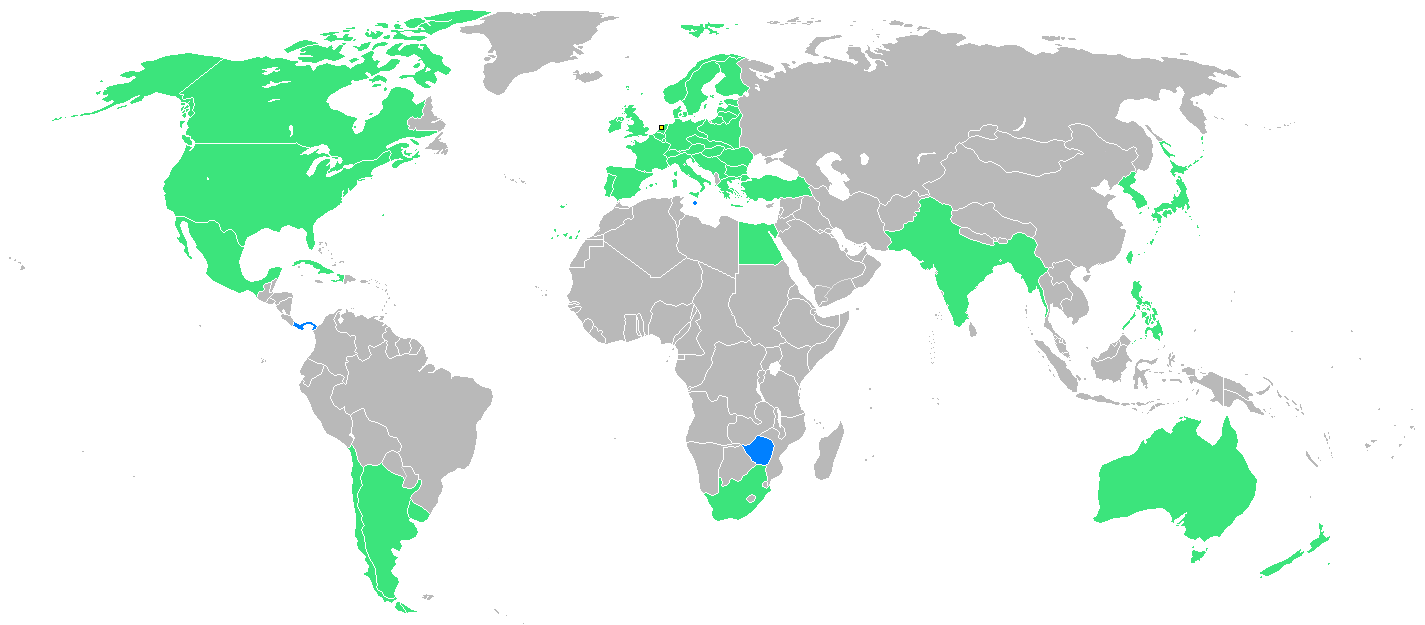
Państwa uczestniczące

| - Argentyna - Australia - Austria - Belgia - Bułgaria - Chile - Czechosłowacja - Dania - Królestwo Egiptu - Estonia - Filipiny - Finlandia - Francja - Grecja - Haiti - Hiszpania - Holandia | - Indie Brytyjskie - Irlandia - Japonia - Królestwo SHS - Kanada - Kuba - Litwa - Luksemburg - Łotwa - Malta - Meksyk - Monako - Rzesza Niemiecka - Norwegia - Nowa Zelandia | - Panama - Polska - Portugalia - Rodezja Południowa - Rumunia - Stany Zjednoczone - Szwajcaria - Szwecja - Turcja - Urugwaj - Węgry - Wielka Brytania - Włochy - Południowa Afryka |

Na igrzyskach w Amsterdamie pojawiło się 3 debiutantów: Malta, Panama i Rodezja Południowa.

## Dyscypliny
| - boks - gimnastyka - hokej na trawie - jeździectwo - kolarstwo - lekkoatletyka - pięciobój nowoczesny - piłka nożna |  | - piłka wodna - pływanie - podnoszenie ciężarów - skoki do wody - szermierka - wioślarstwo - zapasy - żeglarstwo |

### Dyscypliny pokazowe
- kaatsen
- korfball
- lacrosse

## Udział Polaków

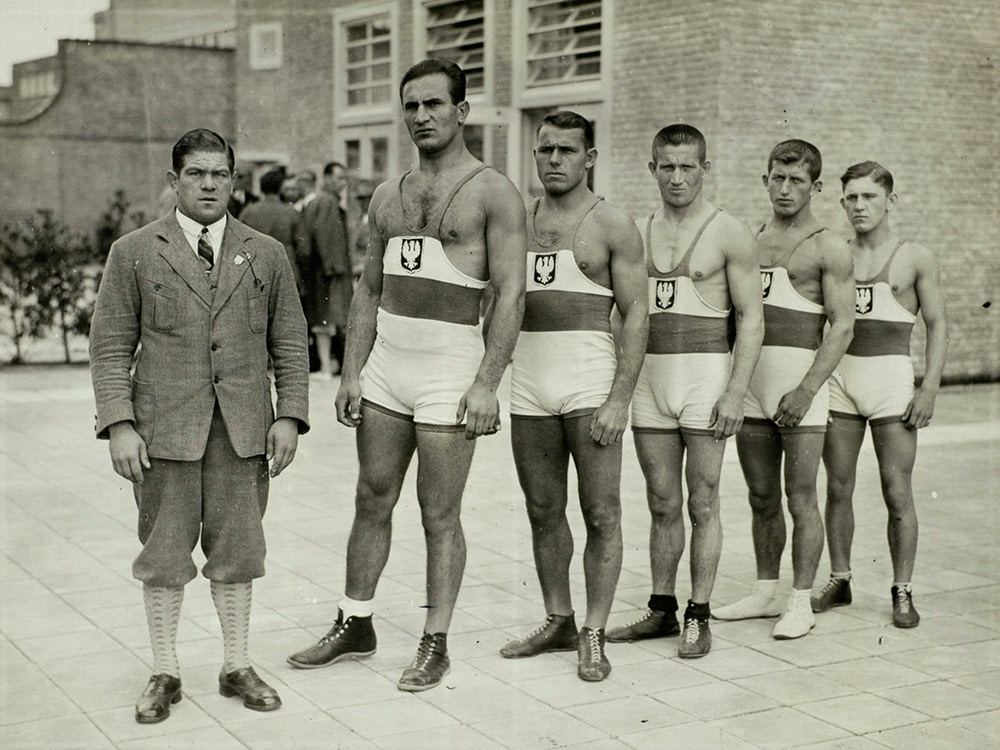
Polska drużyna zapaśnicza

W olimpiadzie udział wzięła liczna reprezentacja Polski. Wystartowało w sumie 66 polskich sportowców, w tym 5 kobiet. Polacy wzięli udział w 10 dyscyplinach sportu: boksie (4), jeździectwie (5), kolarstwie (4), lekkoatletyce (15), pięcioboju nowoczesnym (3), pływaniu (2), szermierce (6), wioślarstwie (14), zapasach (4) i żeglarstwie (2).
Dzięki zabiegom oraz mecenatowi finansowemu Adama Zamoyskiego, prezesa Polskiego Towarzystwa Gimnastycznego „Sokół”, towarzystwo to wystawiło 20-osobową polską reprezentację gimnastyczną. Przygotowania do zawodów odbyły się w jego majątku w Kozłówce. Członkowie organizacji wzięli udział jedynie w tzw. Pokazie Narodów i nie uczestniczyli w medalowych dyscyplinach indywidualnych.

## Medale zdobyte przez Polaków

### Złote
- Halina Konopacka – rzut dyskiem

### Srebrne
- Michał Woysym-Antoniewicz, Kazimierz Gzowski, Kazimierz Szosland – jeździectwo, konkurs skoków drużynowo

### Brązowe
- Michał Woysym-Antoniewicz, Karol Rómmel, Józef Trenkwald – jeździectwo, WKKW drużynowo
- Tadeusz Friedrich, Kazimierz Laskowski, Aleksander Małecki, Adam Papée, Władysław Segda, Jerzy Zabielski – szermierka, szabla, drużynowo
- Leon Birkholc, Franciszek Bronikowski, Edmund Jankowski, Bernard Ormanowski, Bolesław Drewek (sternik) – wioślarstwo, czwórka ze sternikiem

## Statystyka medalowa
| Klasyfikacja medalowa              |                   |       |        |      |       |
| Lp.                                | Państwo           | złoto | srebro | brąz | razem |
| 1                                  | Stany Zjednoczone | 22    | 18     | 16   | 56    |
| 2                                  | Rzesza Niemiecka  | 10    | 7      | 14   | 31    |
| 3                                  | Finlandia         | 8     | 8      | 9    | 25    |
| 4                                  | Szwecja           | 7     | 6      | 12   | 25    |
| 5                                  | Włochy            | 7     | 5      | 7    | 19    |
| 6                                  | Szwajcaria        | 7     | 4      | 4    | 15    |
| 7                                  | Francja           | 6     | 10     | 5    | 21    |
| 8                                  | Holandia          | 6     | 9      | 4    | 19    |
| 9                                  | Węgry             | 4     | 5      | 0    | 9     |
| 10                                 | Kanada            | 4     | 4      | 7    | 15    |
| ...                                | ...               | ...   | ...    | ...  | ...   |
| 21                                 | Polska            | 1     | 1      | 3    | 5     |
| Zobacz pełną klasyfikację medalową |                   |       |        |      |       |